# Жди меня, Анна
«Жди меня, Анна» — советский художественный полнометражный чёрно-белый фильм, поставленный на киностудии «Беларусьфильм» в 1969 году режиссёром Валентином Виноградовым.
Экранизация повести Юрия Нагибина «Далеко от войны».

## Сюжет
Действие киноповести происходит в одном из портовых городов на Волге во время Великой Отечественной войны. Сюда приезжает специальный корреспондент столичной газеты, с целью написать очерк об известной крановщице. Потеряв во время Гражданской войны родителей, Аня, как и многие её сверстники, росла в детдоме. Нелегко сложилась личная судьба Анны, но она верит в счастливую жизнь.

## В главных ролях
- Светлана Жгун — Анна Серёгина, крановщица в порту
- Олег Янковский — Сергей Новиков, журналист-спецкор из Москвы (озвучен другим актёром)
- Михаил Еремеев — Саша Маклецов

## В фильме снимались
- Ролан Быков — Миня
- Виктор Чекмарёв — администратор лилипутов
- Валентин Гафт — клоун
- Ольга Аросева — Раиса Петровна (роль озвучила другая актриса)
- Светлана Смехнова — Ластикова
- Александр Мазур[1] — Циклоп, борец в цирке
- Владимир Каюров — Хаджи-Абрек, борец в цирке

## Съёмочная группа
- Автор сценария — Юрий Нагибин
- Режиссёр-постановщик — Валентин Виноградов
- Главный оператор — Юрий Марухин
- Художник-постановщик — Евгений Игнатьев

В 1990 году фильм был выпущен вновь под редакцией Валентина Виноградова.